# Partizanske bitke v Sloveniji od leta 1941 do kapitulacije Italije
Nekaj partizanskih bitk iz let 1941-42 do poletja oziroma do velike italijanske ofenzive.
V zadnjih dneh avgusta in prvih dneh septembra 1941 so padli štirje italijanski vojaki glede na Graziolijevo poročilo v Rim. Prvi nemški vojak je padel 16. julija 1941 v okolici Besnice. Že 6. avgusta je Robotti poročal o porastu sabotaž na železnicah. Prvi večji napadi na italijanske postojanke so se zgodili oktobra 1941, ko so partizani napadli Lož in Bezuljak. To je Italijane tudi prepričalo, da je odpor OF dosti močnejši, kot je bil stari odpor Tigra, ki so ga bili poprej vajeni. V napadu na Lož je sodelovalo 59 partizanov pod poveljstvom bivšega jug. poročnika Ljuba Šercerja sicer nekomunista. Padli so trije partizani, nekaj nasprotnikov je bilo ranjenih, sedem Italijanov so ujeli,  vendar so bili kasneje osvobojeni, ko je ital. vojska zasledovala odpornike. Kasneje je Robotti zapisal, da so padli dva ali trije Italijani, verjetno so to bili težje ranjeni, ki so kasneje umrli. V Bezuljaku pa so po njihovih lastnih poročilih padli trije. Z napadom na Bučko so partizani sicer neuspešno skušali ustaviti nemško izseljevanje Slovencev iz Štajerske. V Gornjih Lazah je novembra 1941 v borbi padlo 21 partizanov in dva Italijana. Štiri mrtve in nekaj ranjenih pa so imeli italijanski okupatorji ob napadu partizanov na preserški železniški most. Kot maščevanje so pobili 16 Borovničanov, nedolžnih ljudi.
Na nemškem okupacijskem območju velja iz konca leta 1941 posebej omeniti napad na močno patrolo nemške rezervne policije v Rovtu pod Blegošem v katerem je padlo 45 Nemcev. Tako so partizani že na začetku pokazali, da so sposobni zadati težke udarce tudi nemškemu okupatorju. Nemci so zaradi partizanskega odpora večkrat prestavili priključitev okupiranih območij k Reichu in s tem povezano mobilizacijo v svojo vojsko kar je bilo leta 1941 pomembno tudi za svetovne fronte.
V Dražgošah so januarja 1942 imeli Nemci 27 mrtvih partizani 9 vas pa so okupatorji tudi požgali in postrelili 41 vaščanov civilistov. To so storili čeprav so partizani dovolili prebivalcem vasi, da jih za krinko in da ne bo znašanja nad civilnim prebivalstvom lahko ovadijo Nemcem.
Pozimi 1942 ni bilo veliko bojev ker je bila zima zelo ostra. So pa recimo s strani minerskega voda partizanov 1. aprila 1942 pri vasi Maršiči padli štirje fašisti. Spomladi pa se je začela velika partizanska ofenziva, ki je posebno v Ljub. Pokrajini imela za rezultat nastanek velikega osvobojenega ozemlja sredi Evrope, ki je ječala pod nacističnim in fašističnim škornjem. Italijani so se zaradi številnih partizanskih napadov sklenili umakniti iz manjših postojank. Poleti 1942 pa so proti osvobojenemu ozemlju na kateremu je potekala velika partizanska mobilizacija in rast enot izvedli ofenzivo za katero so zbrali kar 71.000 vojakov. Za primerjavo v bitki pri El Alameinu je nasproti Angležem stalo 116.000 italijanskih in nemških vojakov. Sicer res z dosti več tanki vendar številke vseeno kažejo na pomembno vlogo partizanov tudi glede na zunanje fronte. To so tudi zavezniki vse bolj upoštevali.
Pri širjenju osvobojenega ozemlja so bile pomembne zlasti sledeče bitke:
Rakovška četa je ob koncu aprila 1942 izvedla zasedo in napad na italijansko vojsko pri Majerju. Italijani sami priznavajo 25 mrtvih in 28 ranjenih. Pri Stični so v približno istem času v zasedi partizani ustrelili dva italijanska vojaka. Šest fašistov pa je padlo in 13 je bilo ranjenih pri Medvedjeku glede na italijansko poročilo o partizanski zasedi.
Partizani in Narodna zaščita OF so v noči iz 30. aprila na 1. maj 1942 razorožili vojake NDH v Brodu na Kolpi. Nato pa so ujetnike in kraj prepustili hrvaškim partizanom svojim zaveznikom. Iz Kočevske Reke so se Italijani umaknili brez boja vendar zaradi povečane partizanske aktivnosti v okolici. 23. maja 1942 so dolenjski partizani pregnali karabinjerje iz Škocjana. Iz Črmošnjic pa so se karabinjerji umaknili tri dni kasneje. Narodna zaščita iz vasi okoli Ljubljane je postavila zasedo in napadla Italijane pri vasi Hruševo. 7. maja 1942 je padlo 33 italijanskih vojakov po okupatorjevih virih.  Ob napadih na italijansko postojanko v Starem trgu ob Kolpi je po okupatorjevih virih padlo 10 italijanskih vojakov. Ob napadu na železniško progo pri Ribnici na začetku junija 1942 je padlo pet Italijanov. Ob poskusu vdora v Mozelj so imeli Italijani štiri mrtve, kot sami priznavajo. Dolomitski odred je 11. junija v zasedi pobil sedem Italijanov in jih pet ranil. Glede na italijansko poročilo. Isti odred je skoraj istočasno med Borovnico in Dražico iz zasede napadel tudi vojaško patruljo, ki je spremljala prevoz hrane. Ob tem je padlo pet italijanskih vojakov. Šercerjev bataljon jih je dan poprej pobil šest, kakor pravi okupatorjevo poročilo. Dva pa sta bila težko ranjena. Sredi junija 1942 so partizani in štajerski bataljon, ki so ga sestavljali nasprotniki OF pod krinko partizanov napadli Ratež. Napad ni uspel. So pa v bojih blizu Žužemberka partizani 6. junija 1942 zadali Italijanom sedem mrtvih. Še deset pa jih je padlo ob čiščenju terena okoli Vidma-Zagradca-Stične in Krke.
Poročilo italijanskih karabinjerjev pri XI. armadnem zboru za mesec maj 1942 navaja med drugim: Dejstvo je, da so cele cone, več ali manj obširne, že v rokah upornikov, ki se, ne glede na neprestane očiščevalne operacije raznih oddelkov, le težko pustijo zapeti ali pa celo povzročijo precejšnje izgube napadalcem, ki se znajdejo v stanju očitne podrejenosti. Njo povzroča tudi trdota krajev, v katerih se ugnezdijo tolpe, in tudi dejstvo, da one vedno zasedejo vzvišene prehodne položaje, prek katerih morajo iti naši vojaki, da bi obkolili in    napadli te tolpe. 
Iz območja Primorske velja omeniti še bitko na Nanosu iz aprila 1942. Iz italijanskih poročil se vidi, da so proti mali skupini partizanov Italijani poslali kar 1800 vojakov. Kljub temu se je primorski narodni junak Janko Premrl Vojko uspel prebiti iz obroča s skupino soborcev. Padli so štirje Italijani in osem partizanov nekaj pa so jih tudi ujeli. Od teh so jih kasneje junija 1942 deset obsodili na smrt in postrelili.
Na Štajerskem so bili Nemci bolj uspešni pri uničevanju odporniškega gibanja. Zaradi izdaje jim je uspelo že julija 1941 zajeti krško partizansko skupino sestavljeno iz lokalnih komunistov in skojevcev. Vse zajete to je deset oseb so nato okupatorji postrelili. Celjska četa je ustrelila poveljnika nemške orožniške postaje na Planini. Potem je zaradi nemškega zasledovanja in napada razpadla. Bratje Milavec so uspeli izvesti prvo večjo diverzantsko akcijo na Štajerskem, ko so 13.septembra zvečer minirali železniški nadvoz v Vidmu pri Krškem. V Prekmurju so se v OF povezali lokalni komunisti in drugi patrioti zlasti iz bivšega društva kmečkih fantov in deklet in iz kluba prekmurskih akademikov. OF je štela avgusta 1941 že 200 pripadnikov. Začeli so izvajati sabotaže vendar jih je madžarska policija zatrla. 150 ljudi je bilo aretiranih glavni organizator Štefan Kovač pa je padel v spopadu z madžarsko policijo.
Partizanske bitke z okupatorji od poletja 1942 do poletja 1943. 
Po prvem letu odpora OF se je pojavila v Ljub. Pokrajina oborožena kolaboracija v obliki MVAC. Delno se je to zgodilo zaradi naraščanja revolucionarnega nasilja nad nasprotniki OF zlasti spomladi 1942, ki je potekalo precej po ozkem črno belem ključu določanja kdo je nasprotnik in kdo naj bi bil kolaborant. Delno pa je MVAC nastala zaradi pritiska Italijanov na kmete ali gredo v milico ali pa v internacijo. Ker je bila MVAC del italijanske vojske kot njene pomožne enote so pogosto Italijani in legionarji tvorili postojanke skupaj. Spopadov partizanov s samostojnimi posadkami MVAC tu ne bomo obravnavali ampak samo spopade, če so bili kolaboranti udeleženi v spopadu skupaj z okupatorji. 
Od poletja 1942 je potekala tudi velika italijanska ofenziva katere cilj je bil uničiti odporniško gibanje. Italijansko fašistično vodstvo z Mussolinijem na čelu je konec julija 1942 odredilo, da je  treba vse Slovence izseliti v Italijo. Pripravljeni pa so bili dati orožje in določeno protekcijo belogardistom po podobnem zgledu v Bosni Črni Gori in na Hrvaškem. Okupatorji so brezobzirno pobijali požigali in odganjali ljudi v internacijo. Ta teror je bil posebno velik do konca leta 1942 potem je začel Italijane skrbeti poraz v drugi svetovni vojni zato načrta o izselitvi cele Ljub. Pokrajine in poselitvi Italijanov niso več tako dosledno izvajali. Del internirancev so bili pripravljeni izpustiti domov vendar so moški morali podpisati, da bodo vstopali v MVAC v zameno. Velika ofenziva je sicer trajala vse do novembra 1942. Med samo italijansko ofenzivo so prišli slovenskim partizanom na pomoč hrvaški. V njihovi zasedi pri vasi Kvasica v Beli krajini je 21. septembra 1942 padlo 58 italijanskih vojakov, 32 pa je bilo ranjenih.  
V MVAC postojanki na Suhorju je bilo tako novembra 1942 okrog sto belih legionarjev članov Legije smrti in 35 italijanskih fašistov. Napadli so jih združeni slovenski in hrvaški partizani. Padlo je 30 Italijanov pet jih je pobegnilo. Po poročilu MVAC kaplana Wolbanga svojemu šefu v Ljubljano kaplanu Glavaču uredniku Slovenca in nasprotniku OF pa tudi liberalcev je padlo tudi 15 legionarjev ostale pa so ujeli. Drugi viri poročajo, da so partizani po kratkem »sodnem procesu« na Popovičah na Gorjancih ubili pet zajetih branilcev postojanke, ostalih 128 mož pa je padlo med umikom iz šole in župnišča na Suhorju.   
Že nekoliko poprej so hrvaški partizani v bližini Broda na Kolpi zadali velik udarec bataljonu iz divizije Macerata. Padlo je po ital. virih 69 vojakov, 66 pa je bilo ranjenih. Hrvaški partizani so priskočili takrat na pomoč slovenskim, ki so bili prizadeti zaradi velike italijanske ofenzive.   
Partizanske brigade so po okrevanju po veliki ofenzivi marca 1943 že lahko zadale Italijanom velike udarce. V bojih v Suhi Krajini okoli Ambrusa in Zagradca je tako padlo 19. marca 63 Italijanov po okupatorjevem poročilu. 143 pa je bilo ranjenih. Še večji udarec so partizani Gubčeve in Cankarjeve brigade zadali okupatorju v Jelenovem žlebu kjer je 26. marca 1943 padlo 106 italijanskih vojakov, kakor priznava okupator sam.  
Na Štajerskem se je jeseni 1942 uveljavil Pohorski bataljon. Izvedel je številne sabotaže in uspešno uničil gestapovce v Josipdolu. Glede na nemške objave so padli trije. Malo zatem so padli še trije nemški policisti, ki so šli v lov za bataljonom. Januarja 1943 pa je Pohorski bataljon žal imel svojo zadnjo bitko. Obkolile so ga močne nemške sile. V hrabrem boju je padlo 69 borcev in 19 Nemcev. Poleg Pohorskega bataljona so partizani že poleti razvili večjo aktivnost. Recimo za junij 1942 pravi nemško poročilo, da je ta mesec padlo 6 vermanov in dva nemška policista. Tudi partizani na Štajerskem so doživljali težke udarce pri čemer so okupatorjem pomagali tudi raztrganci (?). Enote raztrgancev so sestavljali pripadniki nemške manjšine, ki je bila večinoma za okupatorje, partizanski prestopniki in nemški policisti. Kasneje leta 1943 nemško poročilo iz junija navaja večjo partizansko aktivnost in priznava, da je v bojih ob meji z italijansko okupacijsko cono padlo 12 nemških vojakov. Ko je partizansko vodstvo ukazalo koncentracijo partizanskih enot v Ljub. Pokrajini ob pričakovani kapitulaciji Italije je ob prehodu čez Savo umrlo več deset partizanov, drugim spet pa je prehod uspel.  
Še dodatek k partizanskim bitkam z okupatorjem, ki se nanaša na drugo polovico 1942 in začetek 1943. Italijani so po dveh mesecih velike ofenzive v svojem poročilu zapisali da so imeli 47 mrtvih. To je bilo 15. septembra 1942. V zasedi Cankarjeve brigade 9. novembra 1942 pri Metliki je padlo sedem italijanskih vojakov zaplenjene je bilo pa tudi veliko opreme in orožja. Prve dni januarja 1943 sta Tomšičeva in Gubčeva brigada porušili mirensko železnico. Cankarjeva pa je uspela uničiti vlak s cisternami nafte v bližini Trebnjega. 
Ob italijanski ofenzivi proti zavezniškim hrvaškim partizanom so z njimi sodelovale tudi slovenske brigade. V skupnih bojih z Italijani je konec januarja 1943 po ital. poročilu padlo 29 Italijanov, ranjenih pa je bilo 50 iz borbene skupine Orifici. V celoti navaja poročilo generala Gambare o teh operacijah 59 mrtvih italijanskih vojakov, kar pomeni da jih je padlo še 30. Skupne operacije slovenskih in hrvaških partizanov so se nadaljevale februarja 1943. 10. februarja so uspeli zajeti in razorožiti 150 vojakov NDH v Draganičih. 
O večjih bitkah partizanskih brigad z Italijani marca 1943 sem že pisal. Dodam naj, da poročilo konzula Siliate za njegovo veliko borbeno skupino 21. april navaja pet mrtvih v dnevih pred bitko v Jelenovem žlebu. General Gambara ki je zamenjal Robottija je junija 1943 sprožil večjo operacijo proti partizanom in sam priznal v lastnem poročilu da je med operacijo pobitih 59 italijanskih vojakov. Partizani naj bi po njegovem imeli dosti večje izgube.
Kasneje so imeli Italijani 12. in 13. junija v hudih bojih pri Gradišču s partizani Šercerjevega bataljona 16 mrtvih. Proti koncu julija 1943 so partizanske brigade izvedle skupno operacijo za osvoboditev Žužemberka. Pri obleganju italijansko-MVAC postojanke so uporabljale tudi protitankovske topove, ki so jih dobili partizani od Angležev. 26. julija so imeli Italijani pri poskusu preboja šest mrtvih. 13 mrtvih pa so jim partizani zadali 27. julija prav tako ob poskusu preboja do oblegane postojanke. Med tem obleganjem je v Italiji padel fašistični režim in oblast sta prevzela kralj in vojska ter takoj začela tajna pogajanja z zavezniki o kapitulaciji. Kljub temu je Gambara v Sloveniji še vedno pošiljal svoje enote proti partizanskim brigadam, s sicer maloštevilnimi četniki pa se je sporazumel za nenapadanje in sodelovanje pri čemur se Nemci včasih omenjajo že kot skupni sovražnik.  
V tem zadnjem obdobju italijanske okupacije v Ljub. pokrajini je prav omeniti velike minerske akcije na železnici s strani partizanov. V noči iz 23. na 24. avgust so napadli nemški vlak, kajti Nemci so vse bolj penetrirali na italijansko ozemlje. Padlo je osem nemških vojakov. V napadu na italijanski vlak pri Gomili na Dolenjskem, ki ga je izvedel bataljon Cankarjeve brigade pa so imeli Italijani 18 mrtvih. 
Težji je bil položaj na Gorenjskem. Nemcem je uspelo uničiti več partizanskih enot. Večji poraz so partizani doživeli v Udinem borštu, kjer se je iz obkolitve rešilo samo pet borcev ostali so padli ali bili zajeti. Tudi v prvi polovici leta 1943 se ni razvila večja partizanska aktivnost so pa partizani uspešno mobilizirali moške, ki bi sicer morali v nemško vojsko in jih ob napovedani kapitulaciji Italije veliko premestili v Ljub. Pokrajino. Kljub temu so nekatere partizanske akcije precej odmevale. Tako so npr. enote Gorenjskega odreda 31.3. 1943 postavile zasedo orožnikom in jih 12 ubile. Orožniki so bili na poti v Železnike. Nemško poročilo pravi, da patrulja sicer ni storila nobene načelne napake, vendar bo po tem dogodku vseeno potrebno okrepiti zavarovanja. Blizu Polhovega Gradca pa je 27. junija 1943 v sodelovanju med gorenjskimi partizani in Notranjskim odredom oz. v njihovem skupnem napadu na padlo 27 nemških vojakov, ki so šli postavljat na nemško-italijansko mejo ovire. 
Na Primorskem velja omeniti napad partizanov na italijanski kamion v Brkinih poleti 1942, ko je padlo 12 Italijanov. 22. junija 1943 pa je v partizanski zasedi pri Mrzli Rupi padlo 17 italijanskih policistov. Partizani so po drugi strani utrpeli večje izgube v boju pri Golobarju, ko je padlo 32 borcev Italijani pa so imeli 4 mrtve.
Iz pregleda do zdaj se lahko vidi, da je bilo samo na podlagi analize okupatorjevih poročil in večjih bitk oziroma operacij pobitih 887 okupatorjevih vojakov v prvih dveh letih vojne. To je precej večja številka od tistih, ki jih nekateri danes navajajo. 
Viri: dr. Metod Mikuž, Pregled zgodovine NOB v Sloveniji, knjige 1,2 in 3, Ljubljana: Cankarjeva založba, 1960, 1961, 1973
dr. Metod Mikuž, Zgodovina slovenskega osvobodilnega boja, Ljubljana: Prešernova družba, 1970
Franček Saje, Belogardizem, Ljubljana: Slovenski knjižni zavod, 1952
dr. Gregor Kranjc, Hoja s hudičem, Mengeš: Ciceron, 2014
dr. Božo Repe, S puško in knjigo, Ljubljana: Cankarjeva založba, 2015
dr. Tone Ferenc, Fašisti brez krinke, Maribor: Obzorja 1987
Ivan Jan, Korenine zla, Ljubljana: samozaložba, 1995
Gorenjski odred 1942-1944, več avtorjev, ur. dr. Jože Dežman, Kranj, 1992
Tomaž Teropšič, Štajerska v plamenih, Brežice: Posavski muzej, 2012